# Maarten van der Linden
Everwijn Johan Maarten van der Linden (* 9. März 1969 in Voorburg) ist ein ehemaliger niederländischer Leichtgewichts-Ruderer, der 1996 Olympiazweiter im Leichtgewichts-Doppelzweier war.

## Sportliche Karriere
Der 1,83 m große Maarten van der Linden gewann 1991 die Bronzemedaille im Leichtgewichts-Doppelzweier beim Match des Seniors, einem Vorläuferwettbewerb der U23-Weltmeisterschaften. Bei den Weltmeisterschaften 1994 belegte er mit dem Leichtgewichts-Doppelvierer den zehnten und letzten Platz. Im Jahr darauf bildete er mit Pepijn Aardewijn einen Leichtgewichts-Doppelzweier, die beiden belegten bei den Weltmeisterschaften 1995 den siebten Platz.
Bei den Olympischen Spielen 1996 in Atlanta standen erstmals Wettbewerbe für Leichtgewichts-Ruderer auf dem olympischen Programm. Im Leichtgewichts-Doppelzweier waren 19 Boote am Start. Die beiden Niederländer gewannen den ersten Vorlauf. Im Halbfinale erreichten sie den zweiten Platz mit 1,7 Sekunden Rückstand auf die Schweizer Markus und Michael Gier. Im Finale siegten die Schweizer mit drei Sekunden Vorsprung auf die Niederländer, 0,21 Sekunden dahinter gewannen die Australier Bruce Hick und Anthony Edwards die Bronzemedaille.
Nach einem Jahr Pause kehrte Maarten van der Linden 1998 zurück in den Leichtgewichts-Doppelzweier. Mit Pepijn Aardewijn belegte er den fünften Platz bei den Weltmeisterschaften in Köln, 1999 in St. Catharines folgte der achte Platz. Zum Abschluss ihrer Karriere belegten die beiden den 12. Platz bei den Olympischen Spielen 2000 in Sydney.